# Antras (Gers)
Antras é uma comuna francesa na região administrativa de Occitânia, no departamento de Gers. Estende-se por uma área de 6,59 km². Em 2010 a comuna tinha 49 habitantes (densidade: 7,4 hab./km²).